# Abu'l-Hasan Ali ibn al-Ikhshid
Abu al-Hasan ben al-Ikhchid est le troisième souverain de la dynastie ikhshidide, qui gouverna l’Égypte, la Syrie et le Hedjaz pour le compte du califat abbasside. Il règne pendant six ans, de 960 à 966.

## Biographie

### Montée sur le trône
Fils cadet du fondateur de la dynastie, Muhammad ibn Tughj al-Ikhshid, Abu al-Hasan accède au pouvoir à la mort de son frère aîné Unujur en 961. Bien qu'il porte le titre de souverain, le véritable pouvoir est exercé tout au long de son règne par l'eunuque noir Abu al-Misk Kafur.

### Conflits et troubles internes
Son règne est marqué par plusieurs événements : une invasion nubienne en 963, une recrudescence des troubles bédouins, ainsi que des raids dans le désert occidental et le désert de Syrie, où réapparaissent les Qarmates. La défaite de la flotte ikhshidide face à la marine byzantine en 960–963, ainsi que les campagnes byzantines menées par Nicéphore Phocas en Cilicie et dans le nord de la Syrie, déclenchent des émeutes antichrétiennes.

### Mort et succession
Abu al-Hasan meurt en janvier 966 et est inhumé à Jérusalem, aux côtés de son père et de son frère, près de la Porte des Tribus, sur le Mont du Temple. Après sa mort, Kafur écarte son jeune fils Ahmad et assume le pouvoir en tant que souverain à part entière. Kafur règne jusqu’à sa mort en 968, date à laquelle Ahmad lui succède brièvement. Cependant, l’État ikhshidide, affaibli par des troubles internes et des famines successives, tombe rapidement aux mains des Fatimides en 969.